# Robert Platt
Pour les articles homonymes, voir Platt.
Robert Platt, né le 17 janvier 1952 à Bâle et mort le 21 juillet 2014 à Casaglione, est un céiste français.

## Biographie
Il est médaillé d'argent en patrouille C2 aux Championnats du monde de slalom 1979 à Jonquière. 
Il a ensuite été entraîneur de canoë-kayak, menant notamment l'équipe de France de slalom dans les années 1990.
Il meurt d'une crise cardiaque le 21 juillet 2014 à l'âge de 62 ans.